# Стіна щитів

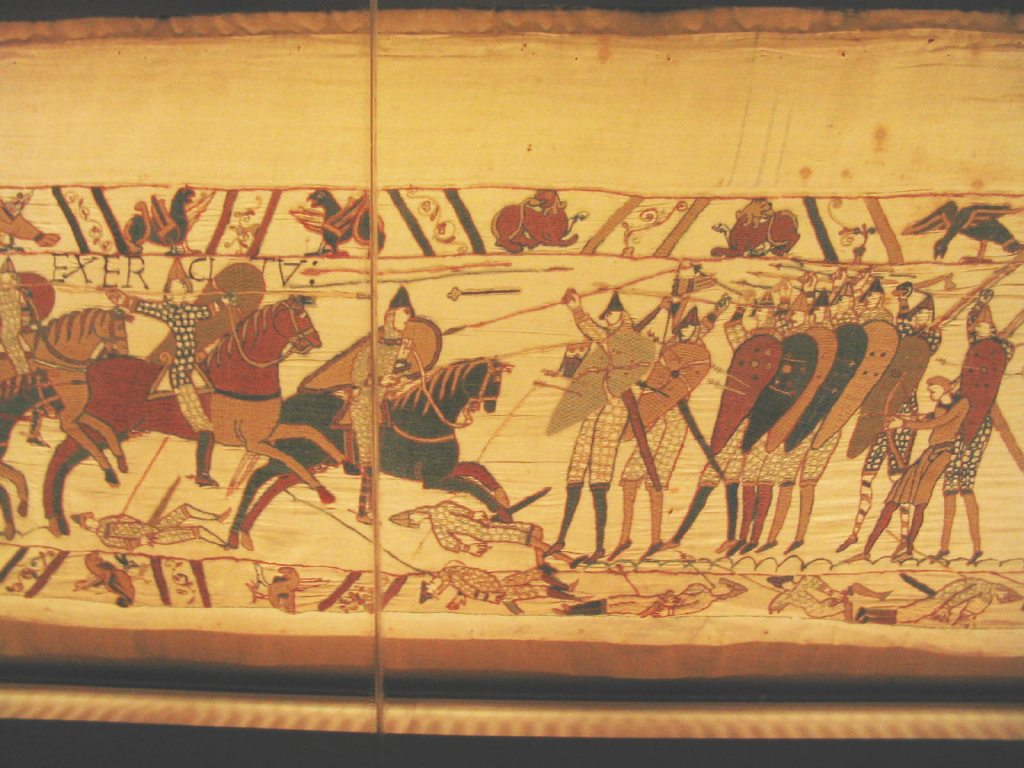
Англосаксонська стіна щитів проти нормандської кінноти в битві при Гастінгсі (Гобелен з Байо).

«Стіна щитів» — військовий стрій, що був поширеним в античних і середньовічних війнах. Існувало багато варіацій такого строю, але спільною рисою було те, що вояки стояли пліч-о-пліч і тримали свої щити таким чином, щоб вони стикалися один з одним або перекривали один одного. Таким чином, кожен воїн отримував захист не тільки від свого щита, але й від щитів своїх сусідів.

## Історія

### Античний світ
Походження та поширення такої тактики не визначені; можливо, що вона неодноразово розвивалася незалежно. Відомо, що стіна щитів використовувалася багатьма стародавніми арміями, таких як спарабара у Персії, фаланга у Греції та рання римська армія. Незважаючи на те, що про шумерську військову тактику до наших днів дійшло мало даних, на «Стелі шулік», датованій третім тисячоліттям до нашої ери, зображено шумерських вояків у строю «стіна щитів».
Добре задокументоване використання стін щитів у VII столітті до нашої ери в стародавній Греції. Солдати у щитових стінах називалися гоплітами через їхнє спорядження — щит гоплон (грец. ὅπλα, лат. hópla). Діаметр цих щитів становив близько 1 м, іноді вони були обкуті бронзою. Гопліти билися у щільному строю, згуртовано штовхаючи противників перед собою щитами. Ліва половина щита була розроблена таким чином, щоб прикривати незахищений правий бік сусіда ліворуч. З огляду на це найслабших або недосвічених бійців ставили в середині строю, щоб забезпечити їхню фізичну і психологічну безпеку.
Римський скутум являв собою великий щит, сконструйований таким чином, щоб утворювати стіну, змикаючись з сусідніми, але не перекриваючи їх. Римські легіони використовували вдосконалений варіант стіни щитів під назвою «черепаха» (лат. testudo). У цьому строю вояки у зовнішніх рядах тримали щити вертикально, утворюючи щільну стіну, а вояки у внутрішніх рядах тримали щити над головами. Такий стрій забезпечував надійний захист від метальної зброї.
Юлій Цезар у своїх нотатках про війну з галлами описує щільний фалангоподібний стрій германців з довгими списами, виставленими поверх щитів.
У пізніх римських і візантійських арміях подібні шикування вояків зі щитами і виставленими списами називалися фукулум (грец. φοῦλκον, лат. phoulkon), і вперше були описані в стратегіконі кінця VI століття. Римські легіони, як правило, були добре навчені і часто використовували короткі мечі для колючого удару (наприклад, гладіус) у ближньому бою, який неминуче виникав, коли стіна щитів стикалася з ворогом. Ауксилярії були зазвичай озброєні гірше, тому для забезпечення кращого захисту зазвичай використовували стіну щитів зі списами.

### Раннє середньовіччя
У битвах між англосаксами та датчанами в Англії більшість саксонської армії складалася з недосвідчених фірдів — ополчення з вільних селян. Для таких воїнів була дуже доречною тактика «стіни щитів», оскільки не вимагала особливої майстерності, по суті являючи собою штовхання щитами та списами. Переважна більшість супротивників у таких битвах була озброєна списами, якими ранила незахищені ноги чи обличчя противника. Недоліком стіни щитів було те, що в разі прориву строю вона має тенденцію швидко руйнуватися: погано навчені бійці фірду зберігали бойовий дух, лишаючись пліч-о-пліч з товаришами, але зазвичай тікали, коли згуртованість підрозділу порушувалась. Розірвану стіну виявилося надзвичайно важко відновити або перегрупувати.
Тактику стіни щитів, зокрема, було використано в битві при Стемфорд-Брідж, де відносно добре озброєна саксонська армія зненацька застала армію вікінгів норвезького короля Гаральда III. Вікінги залишили свої гауберки на кораблях і з броні мали лише шоломи і після тривалої битви двох стін щитів запанікували та кинулися на втечу.
На гобелені з Байо можна побачити використання цієї тактики обома сторонами битви при Гастінгсі, хоча битва була врешті-решт виграна завдяки тактиці удаваних відступів нормандської кавалерії та втомі англосаксонців.
Тактика стіни щитів занепадала та відновлювалася кілька разів. Наприклад, коли грецькі фаланги почали використовувати списи сариса замість більш коротких дорі, носити великий щит стало неможливо, тому від нього відмовилися на користь набагато менших щитів.
Аналогічно у Пізньому Середньовіччі від щитів відмовились на користь древкової зброї, яку тримали обома руками, використовуючи для захисту латні обладунки, що породило такий бойовий стрій, як баталія.

### В наші дні
Використання щитів на війні застаріло через наявність вогнепальної зброї та вибухівки, але в наші дні подібна тактика зі спеціальними протиударними щитами широко використовується поліціянтами в усьому світі для захисту від великих груп порушників, озброєних саморобною або імпровізованою зброєю, як-то цегла, пляшки та коктейлі Молотова.